# Петниста змийска многоножка
Петнистите змийски многоножки (Blaniulus guttulatus) са вид диплоподи от семейство Blaniulidae.
Таксонът е описан за пръв път от Йохан Христиан Фабриций през 1798 година.